# Miguel Ramos Carrión

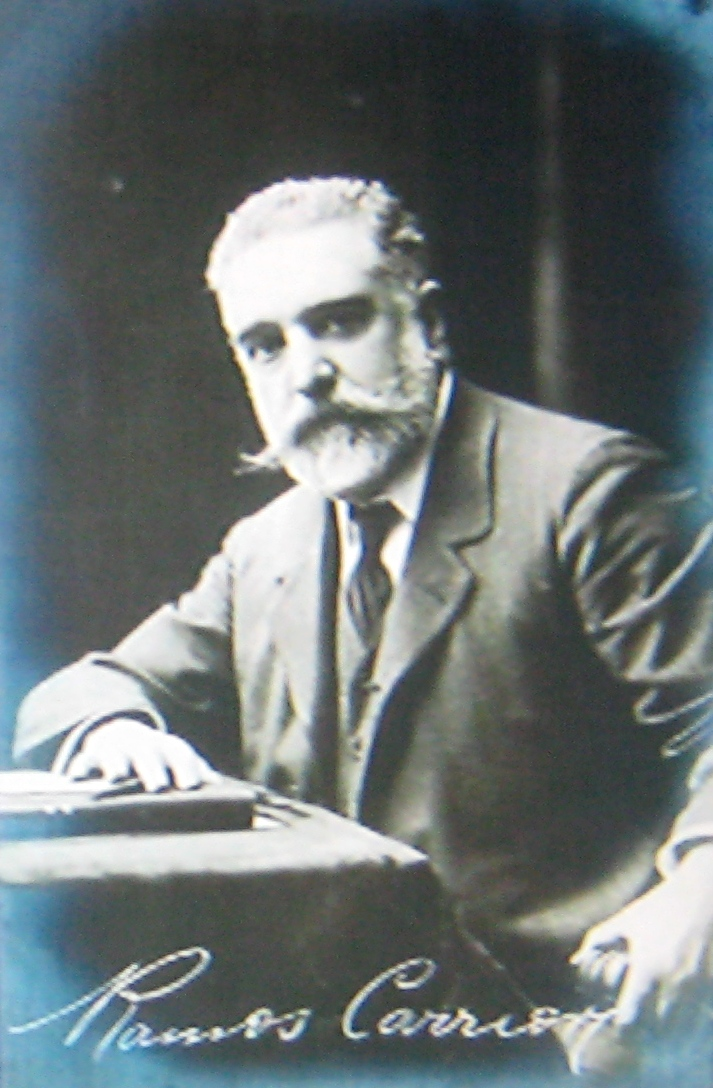
Miguel Ramos Carrión.

Miguel Ramos Carrión, född den 17 maj 1848 i Zamora, död den 8 augusti 1915 i Madrid, var en spansk dramatiker.
Ramos Carrión debuterade med några lyriska dikter, men vände sig snart till dramatiskt författarskap. Hans första lustspel, Un sarao y una soirée, slog emellertid inte igenom, vilket föranledde honom att ägna sig åt tidningsmannaskap. Senare återupptog han med bättre framgång sin dramatiska diktning. Hans främsta arbeten är Los senoritos, El noveno mandamiento, La careta verde, La marna politica, Doce retratos seis reales, Un cuarto desalquilado, La mujer del sereno, La criatura och Golondrina. Hans mest populära zarzuelas i tre akter är La masellesa, La tempestad och La bruja. I samarbete med Vital Aza publicerade Ramos Carrión även  ett flertal komedier, och hans hela alstring uppgår till ett hundratal arbeten, av vilka många översatts till andra språk. Ramos Carrión var dessutom en ansedd librettist. Hans sista arbeten är El chaleco blanco, El bigote rubio, Agua, azucarillos y aguardiente, Los sobrinos del capitán Grant, León y leóna och Cada loco con su tema.